# FEEL OR BEEF BADPOP IS DEAD
「FEEL OR BEEF BADPOP IS DEAD」（フィール・オア・ビーフ・バッドポップ・イズ・デッド）は、日本のヒップホップ・グループ、舐達麻が2023年12月1日に配信リリースした楽曲。

## 背景・制作
配信シングルとしては、2023年1月にリリースされた「ALL DAY」以来11ヶ月ぶりとなる。本楽曲は日本のヒップホップ・グループであるBAD HOPに対するディスソングとされている。2023年10月22日に愛知県で開催されたヒップホップフェス『AH1』で舐達麻とBAD HOPのメンバーであるYZERRが接触した際に乱闘騒ぎが発生しており、この一件を経てのリリースとなった。
ビートのプロデュースはGREEN ASSASSIN DOLLARと7SEEDSが行った。サンプリング元の曲はmatryoshkaの「Sacred Play Secret Place」。同ユニットの所属レーベルであるVirginBabylonRecordsはこのサンプリングが無許可であることを指摘している。
本楽曲に関してはヒップホップの力が生き残っていてよかったとしつつも、このような曲は書きたくなかったとメンバーのBADSAIKUSHは述べている。特定の誰かに向けて何かを言うこと自体がくだらないと思っていたが、黙っている訳にはいかず本楽曲を制作したという。

## ミュージックビデオ
配信日である2023年12月1日、「FEEL OR BEEF BADPOP IS DEAD」のミュージック・ビデオをYouTubeに公開した。公開後、YouTubeの急上昇ランキングでは1位を記録した。

## 反響
上記の通り、YouTubeの急上昇ランキングで1位を記録した他、ソーシャル・ネットワーキング・サービスのInstagramのInstagramリールではトレンド入りを果たした。

## 記録
iTunes Storeなどといった音楽配信サイトにて配信が行われ、オリコンデジタルシングルチャートの週間ランキング（2023年12月11日付）では9位を記録した。Billboard JAPANのダウンロード・ソング・チャート“Download Songs”（2023年12月18日付）では4位を記録している。総合ソング・チャート“JAPAN Hot 100”（2023年12月18日付）でも9位にランクインし、トップ10入りを果たした。

## 収録曲
| #         | タイトル                        | 作詞                            | 作曲                      | 編曲      | 時間 |
| --------- | ------------------------------- | ------------------------------- | ------------------------- | --------- | ---- |
| 1.        | 「FEEL OR BEEF BADPOP IS DEAD」 | BADSAIKUSH, DELTA9KID, G-PLANTS | GREENASSASSINDOLLAR7SEEDS |           | 4:08 |
| 合計時間: | 合計時間:                       | 合計時間:                       | 合計時間:                 | 合計時間: | 6:49 |

## その他
2023年12月15日、日本のヒップホップ・グループのジャパニーズマゲニーズが、当楽曲と同じビートを使用した「I guess I'm beefin'」を発表した。
2024年1月21日、BAD HOPのラジオ番組『#リバトーク TO THE DOME』内でYZERRによる舐麻達に対するアンサーソング の一部を公開。翌週の1月28日、舐達麻とジャパニーズマゲニーズへのアンサーソングとされる楽曲「guidance」のミュージック・ビデオを公開した。

## チャート
| チャート                                | 最高順位 | 出典   |
| --------------------------------------- | -------- | ------ |
| Billboard Japan Download Songs          | 4        | [ 14 ] |
| Billboard Japan Hot 100                 | 9        | [ 15 ] |
| Billboard Japan Streaming Songs         | 13       | [ 16 ] |
| オリコン 週間デジタルシングルランキング | 9        | [ 8 ]  |